# Bou Kounta
Le cheikh Bou Kounta, ou Mouhammad Bouh Kounta ou Mouhammad al Kounta  ou Boroom Ndiassane (vers 1843-1914), est un chef religieux appartenant à la confrérie soufi Qadiriyya.

## Biographie
Il est le fils posthume de Cheikh al Bunama Kounta.
En 1883 (ou 1884 selon les sources), il fonde Ndiassane, un grand centre islamique proche de Tivaouane (Sénégal).
Il meurt le 13 juillet 1914.